# Christophe Galtier
Christophe Galtier, auch Galette genannt, (* 23. August 1966 in Marseille) ist ein ehemaliger französischer Fußballspieler und heutiger -trainer. Aktuell trainiert er den Neom SC in Saudi-Arabien.

## Vereinskarriere
Christophe Galtier, der Sohn von pied-noir ist, begann seine Karriere 1985 bei Olympique Marseille. Nach nur zwei Jahren ging er ins Nord-Pas-de-Calais und heuerte bei OSC Lille an. Wiederum drei Jahre später ging er zu FC Toulouse. Weitere drei Jahre später ging Galtier zu SCO Angers.
Über den Umweg Olympique Nîmes ging Galtier 1995 zu Olympique Marseille zurück. Im Oktober 1997 ging Galtier erstmals ins Ausland und heuerte beim italienischen Zweitligisten Calcio Monza an. Wiederum ein Jahr später ging er nach Asien und ging zum chinesischen Klub Liaoning Tianrun/Fushun, bei dem er im Dezember 1999 seine Karriere beendete.

## Trainerkarriere

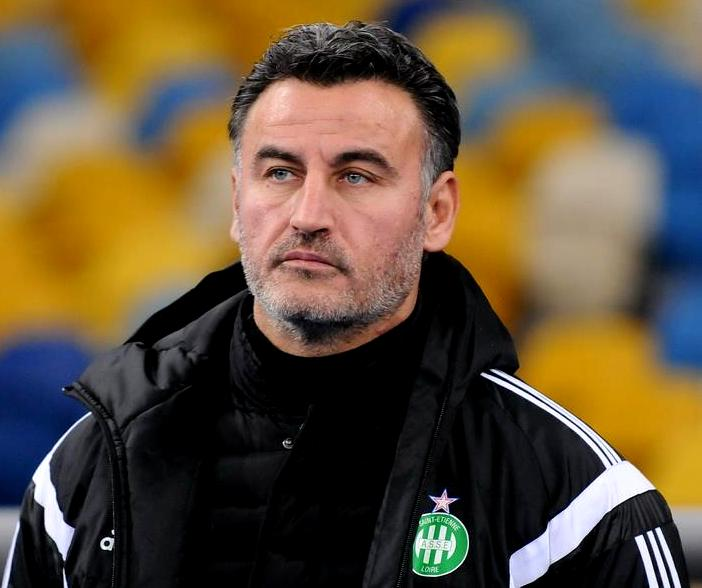
Galtier als Trainer des AS Saint-Étienne (2014)

Christophe Galtier wurde direkt nach seinem Karriereende Co-Trainer bei Olympique Marseille. Diesen Posten hatte er bis zum Ende der Saison 2000/01 inne. Am 1. Dezember 2001 ging er nach Griechenland und wurde Co-Trainer bei Aris Thessaloniki. Diesen Posten besetzte er allerdings nur bis zum Ende der Saison 2001/02. Galtier kehrte dann nach Frankreich zurück und übernahm dann den Posten beim Ligue-1-Klub SC Bastia. Diesen Posten gab er zum Ende der Saison 2003/04 wieder ab.
Galtier ging wieder ins Ausland und heuerte in der VAE, beim Al-Ain FC, an. Allerdings wurde der Posten des Co-Trainers jedoch am 24. Oktober 2004 wieder frei. Am 7. April 2005 ging Galtier zurück nach Europa und übernahm den Posten des Co-Trainers beim englischen Premier-League-Klub FC Portsmouth. Bis zum 24. November 2005 hatte er diesen Posten inne. Nach knapp einem Jahr Pause war Galtier wieder im Geschäft. Er ging zurück nach Frankreich und übernahm den Posten des Co-Trainers beim FC Sochaux. An der Franche-Comté hielt es ihn bis Saisonende. Zu Beginn der Saison 2007/08 wurde Galtier Co-Trainer von Alain Perrin bei Olympique Lyon. Als Perrin zurücktrat, war auch Galtiers Zeit beim Verein aus Rhône-Alpes beendet.
Am 11. November 2008 wurde er Co-Trainer von Alain Perrin beim AS Saint-Étienne. Nachdem dieser am 15. Dezember 2009 entlassen wurde, übernahm Galtier den Posten des Cheftrainers. Galtier wurde nun erstmals Cheftrainer und hatte diesen Posten bis Saisonende 2016/17 inne. 2013 gewann er dort den französischen Ligapokal.
Am 22. Dezember 2017 gab der OSC Lille die Verpflichtung Galtiers als neuen Cheftrainer seiner Profimannschaft, die sich zu diesem Zeitpunkt auf dem 18. Tabellenplatz befand, bekannt. Galtier tritt seitdem die Nachfolge des nur wenige Monate amtierenden Trainers Marcelo Bielsa an. Aufgrund seiner dortigen Arbeit wurde er von France Football zum französischen Fußballtrainer des Jahres 2019 gewählt. Nach dem überraschenden Gewinn der französischen Meisterschaft 2020/21 trat er als Cheftrainer zurück und wechselte zum OGC Nizza. Dort blieb er nur eine Saison, in der der Klub das französische Pokalfinale erreichen konnte. 
2022 zog es Galtier weiter zu Paris Saint-Germain. Mit dem Topklub holte er 2023 die französische Meisterschaft, wurde am Ende der Saison jedoch entlassen.
Im Anschluss wechselte Galtier zum katarischen Meister al-Duhail SC, wo er zwei Jahre blieb. 2025 ging es dann weiter zum ambitionierten Aufsteiger Neom SC in die saudische Saudi Professional League.

## Titel als Trainer
AS Saint-Étienne
- Französischer Ligapokalsieger: 2013

OSC Lille
- Französischer Meister: 2021

Paris Saint-Germain
- Französischer Meister: 2023